# Rudy Regalado
Héctor José Regalado, conocido artísticamente como Rudy Regalado. (Caracas, 29 de enero de 1943 – Las Vegas, 4 de noviembre de 2010) fue un líder de banda, percusionista y compositor venezolano. Aunque realizó numerosas giras en una carrera que abarca más de 50 años, Rudy Regalado es conocido por ser uno de los miembros clave de la sección de percusión de El Chicano, un popular grupo con sede en Los Ángeles que surgió durante la Santana y Malo, la era del rock con tintes latinos a principios de la década de los 70. Además de esto, Regalado dirigió sus propios grupos, incluida la banda teatral Chévere y actuó en innumerables sesiones de grabación con artistas distinguidos. Además grabó cinco álbumes con El Chicano y colaboró en proyectos de Alex Acuña, Quincy Jones, Alphonse Mouzon, Bill Summers y Joe Zawinul, entre otros.

## Biografía
En gran parte autodidacta, comenzó a tocar la batería y los timbales cuando era adolescente en su ciudad natal. Un devoto fanático del béisbol, adoptó su apodo en honor al exjugador de cuadro de los Indios de Cleveland, Rudy Regalado.
En 1963, Regalado se trasladó a Puerto Rico y comenzó a tocar en los hoteles y clubs de San Juan, mientras estudiaba harmonía y percusión en el Conservatorio de música Pablo Casals. Se instaló en Los Ángeles en 1970, donde tocó con grupos locales de jazz y latinos antes de unirse a El Chicano a finales de año.
Regalado estuvo doce años con El Chicano, cantando y tocando los timbales en cinco álbumes, conde consiguió éxitos como en los 70 con canciones como "Viva Tirado" y "Tell Her She's Lovely". El Chicano también creó el tema para la serie de televisión como  Baretta.
Después de 12 años con El Chicano, Regalado formó su propia banda en 1983, donde se incluyen un selecto grupo de músicos de Los Ángeles. Conocido inicialmente como Todos Estrellas, la banda se conoció como Chévere y apareció en el Playboy Jazz Festival, Disneyland y Fiesta Broadway, entre otros. La banda también actuó en el extranjero en festivales de verano en Canadá, Hong Kong, Indonesia, Kuala Lumpur, Malasia, Singapur, Tailandia y por toda Europa.
En la reunión de El Chicano en 2009, Regalado tocó durante el cuadragésimo aniversario en el Festival de Woodstock en el Golden Gate Park Music Concourse de San Francisco, donde el grupo celebró su propio 40 aniversario, y tocó por última vez con ellos en el Greek Theatre de Los Ángeles.

## Otros trabajos
Regalado hizo giras con Aretha Franklin a cargo de su sección de percusión, fue baterista de Los Melódicos en la gira de 1980 por los Estados Unidos y tocó en programas como The Tonight Show, Nancy Wilson Show y American Bandstand. También se incluye en películas como The Skeleton Key (2005), y en la serie de TV Pepe Plata (1990) y Clubhouse (2004).

## Discografía
| Año  | Álbum                                        | Artista                                  | Crédito                             |
| ---- | -------------------------------------------- | ---------------------------------------- | ----------------------------------- |
| 1972 | Celebration                                  | El Chicano                               | Percusión, tambores                 |
| 1973 | Chicano                                      | El Chicano                               | Percusión, tambores                 |
| 1974 | Cinco                                        | El Chicano                               | Percusión, tambores                 |
| 1974 | Yaqui                                        | Yaqui                                    | Batería                             |
| 1975 | Pyramid of Love & Friends                    | El Chicano                               | Percusión, tambores                 |
| 1976 | Viva El Chicano! Their Very Best             | El Chicano                               | Vocals, timbales, Percusión         |
| 1977 | Blue Note Live at the Roxy                   | Alphonse Mouzon (Various Artists)        | Timbales, Percusión                 |
| 1977 | Roots                                        | Quincy Jones                             | Percusión                           |
| 1988 | Immigrants                                   | Joe Zawinul                              | Vocals, Percusión                   |
| 1990 | Thinking of You                              | Alex Acuña and the Unknowns              | Percusión                           |
| 1992 | Iroko                                        | Bill Summers                             | Compositor                          |
| 1993 | Moliendo Café                                | Rie Akagi and Rudy Regalado with Chévere | Timbales, Percusión                 |
| 1994 | La Gloria                                    | Rudy Regalado y Chévere                  | Productor, batería, voces, timbales |
| 1996 | My People                                    | Joe Zawinul                              | Percusión, compositor               |
| 1998 | Painting the Moment                          | El Chicano                               | Percusión, timbales                 |
| 1999 | Suckers                                      | Original Soundtrack                      | Percusión                           |
| 2000 | Late Night Sessions                          | Caravana Cubana                          | Catá, timbales                      |
| 2000 | Acuarela de Tambores                         | Alex Acuña                               | Maracas, chekeré                    |
| 2002 | Faces & Places                               | Joe Zawinul                              | Percusión                           |
| 2002 | Cinco de Mayo Celebration                    | Various Artists                          | Timbales, Percusión                 |
| 2002 | Del Alma                                     | Caravana Cubana                          | Timbales, catá                      |
| 2004 | 20th Century Masters - Millennium Collection | El Chicano                               | Timbales, Percusión                 |